# Polo sur magnético

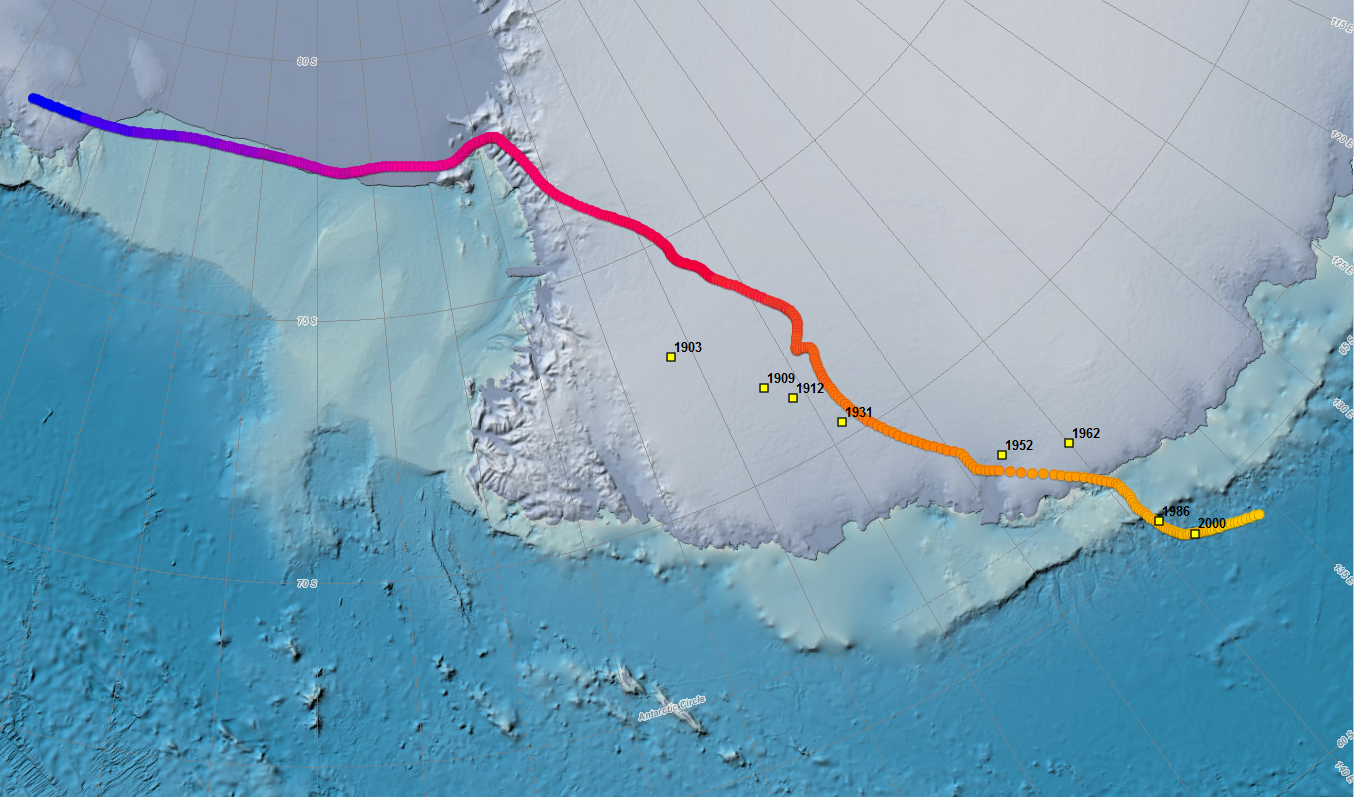
Ubicaciones del polo sur magnético (1590-2020) a partir de estimaciones mediante modelos. Los polos sur de inmersión observados desde 1903 hasta el 2000 son cuadrados amarillos.

El polo sur magnético es el punto errante en el hemisferio sur de la Tierra donde las líneas de fuerza del campo geomagnético se dirigen verticalmente hacia arriba. No debe confundirse con el polo sur geomagnético descrito más adelante.
Por razones históricas, en un imán suspendido libremente, al «extremo» del imán que apunta (aproximadamente) al norte se le denomina «polo norte» del imán y al otro extremo que apunta al sur se le denomina «polo sur» del imán. Debido a que los polos opuestos se atraen, el polo sur magnético de la Tierra es en realidad, físicamente, un polo norte magnético.

## Posición
El polo sur magnético está cambiando constantemente de posición debido a los cambios en el campo magnético de la Tierra. En 2005 se calculó que se encontraba a 64°31′48″S 137°51′36″E / -64.53000, 137.86000, localizándose en la costa de la Antártida, entre la Tierra Adelia y la Tierra de Wilkes. En 2015 se ubicó en 64°16′48″S 136°35′24″E / -64.28000, 136.59000 (estimación), fuera del círculo polar antártico. Debido a la deriva polar, el polo se está desplazando hacia el noroeste entre 10 y 15 kilómetros por año aproximadamente. Su distancia al polo sur geográfico es de aproximadamente 2860 kilómetros. La estación científica permanente más cercana al polo sur magnético es la Base Dumont d'Urville.
| Polo norte magnético | (2001) 81°18′0″N 160°3′36″E / 81.30000, 160.06000  | (2004*) 82°18′0″N 113°24′0″E / 82.30000, 113.40000 | (2007) 83°57′0″N 120°43′12″E / 83.95000, 120.72000        | (2015) 86°17′24″N 160°3′36″E / 86.29000, 160.06000   |
| Polo sur magnético   | (1998) 64°36′0″S 138°30′0″E / -64.60000, 138.50000 | (2004*) 63°30′0″S 138°0′0″E / -63.50000, 138.00000 | (2007) 64°29′49.2″S 137°41′2.4″E / -64.497000, 137.684000 | (2015) 64°16′48″S 136°35′24″E / -64.28000, 136.59000 |
| * Estimación         |                                                    |                                                    |                                                           |                                                      |

### Estimación en función de conjuntos de datos globales
La localización del polo sur magnético también ha sido estimada en función de conjuntos de datos globales tales como el Modelo Magnético Mundial (WMM) y el Campo Geomagnético de Referencia Internacional (IGRF). Para los años anteriores, hasta aproximadamente 1600, se utiliza el modelo GUFM1, basado en una compilación de datos en los registros de los buques.

## Expediciones
Los primeros intentos fallidos de alcanzar el polo sur magnético fueron los del explorador francés Jules Dumont D'Urville (expedición de 1837-1840), el estadounidense Charles Wilkes (expedición de 1838-1842) y el británico James Clark Ross (expedición de 1839-1843).

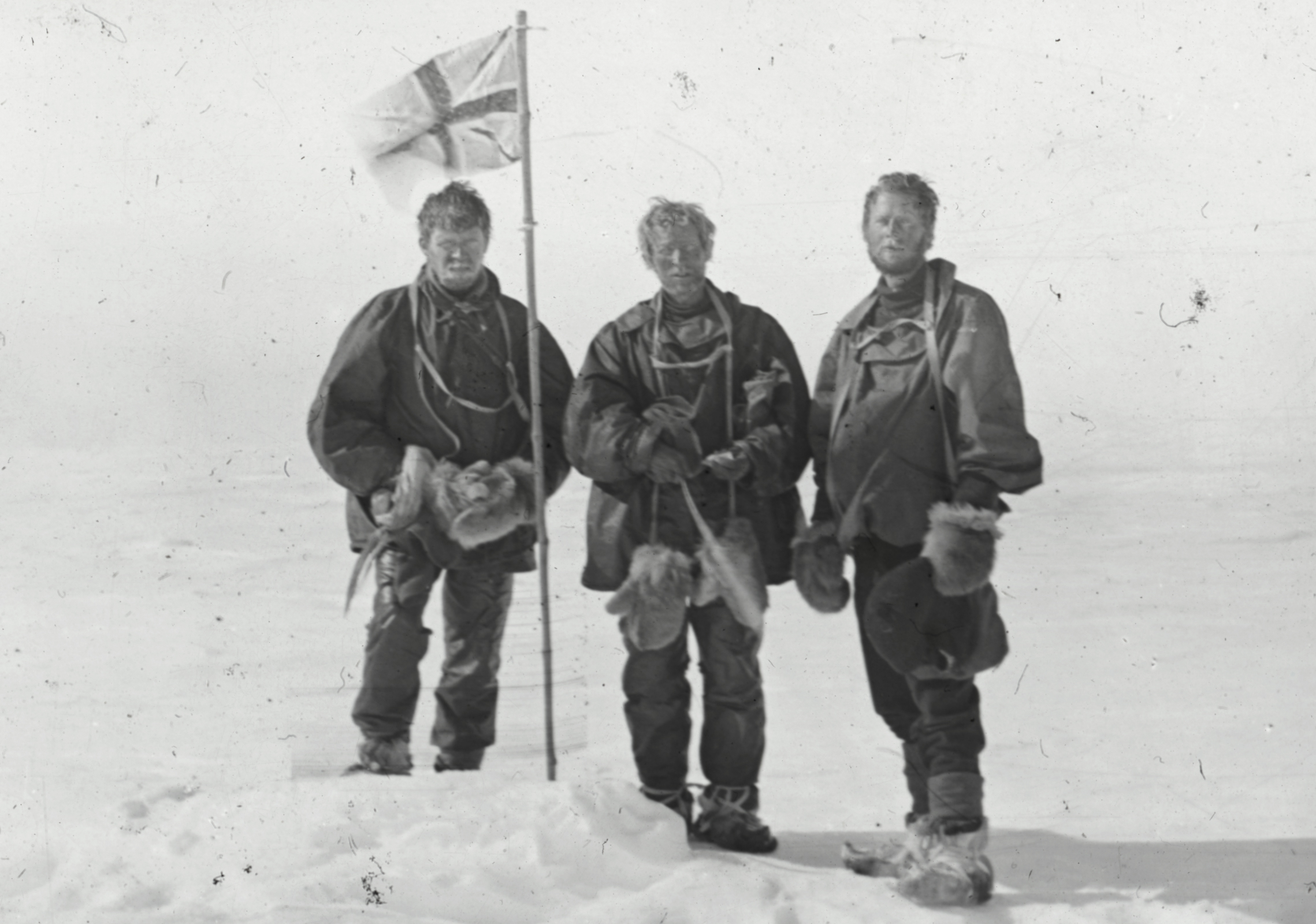
Mawson, David y Mackay en el polo sur magnético, 16 de enero de 1909.

El primer cálculo de la inclinación magnética para ubicar el polo sur magnético fue realizado el 23 de enero de 1838 por el hidrógrafo Clément Adrien Vincendon-Dumoulin, miembro de la expedición de Dumont D'Urville (1837-1840). La expedición viajó a la Antártida y Oceanía en las corbetas Astrolabe y Zélée y descubrió la Tierra Adelia.
El 16 de enero de 1909 tres hombres (Douglas Mawson, Edgeworth David y Alistair Mackay) de la expedición Nimrod de Ernest Shackleton afirmaron haber alcanzado el polo sur magnético, que en ese momento se encontraba en tierra. Plantaron un asta con una bandera en el lugar y lo reclamaron para el Imperio británico. Los tres hombres habían comenzado la expedición al polo sur magnético en un vehículo motorizado especialmente adaptado para el frío, pero lo abandonaron cuando resultó inútil en superficies blandas. Después caminaron un total de 2030 kilómetros para llegar al polo sur magnético mientras tiraban de trineos y suministros que pesaban aproximadamente 300 kg. Caminar a pie por el lugar más frío de la tierra era arriesgado, y los hombres se enfrentaron a muchos peligros, como grietas en el hielo ocultas por la nieve, el congelamiento y la ceguera de la nieve. Por temor a la inanición, racionaron estrictamente sus galletas hasta las migajas, y cazaron focas y pingüinos. Sin embargo, ahora hay dudas sobre si su ubicación era correcta. La posición aproximada del polo el 16 de enero de 1909 era 72°15′S 155°9′E / -72.250, 155.150.

## Polo sur geomagnético
El campo geomagnético de la Tierra puede ser aproximado por un dipolo inclinado (como una barra magnética) colocado en el centro de la Tierra. El polo sur geomagnético es el punto donde el eje de este dipolo inclinado de mejor ajuste cruza la superficie de la Tierra en el hemisferio sur. En 2005 se calculó que estaba situado en 79°44′24″S 108°13′12″E / -79.74000, 108.22000, cerca de la Base Vostok. Debido a que el campo no es un dipolo exacto, el polo sur geomagnético no coincide con el polo sur magnético. Además, el polo sur geomagnético está vagando por la misma razón que su contraparte magnética del norte.